# Maxomys hylomyoides
Maxomys hylomyoides é uma espécie de roedor da família Muridae.
Apenas pode ser encontrada na Indonésia.